# Ambo
A cidade peruana de Ambo é a capital da Província de Ambo, situada no Departamento de Huánuco, pertencente a Região de Huánuco, Peru.